# Heteralonia aegina
Heteralonia aegina är en tvåvingeart som först beskrevs av Christian Rudolph Wilhelm Wiedemann 1828.  Heteralonia aegina ingår i släktet Heteralonia och familjen svävflugor. Inga underarter finns listade i Catalogue of Life.